# Moln över Hellesta
Moln över Hellesta är en svensk thrillerfilm från 1956, efter Margit Söderholms roman med samma namn. Filmen regisserades av Rolf Husberg. I huvudrollerna ses Anita Björk och Birger Malmsten.

## Handling
Modisten Margareta Snellman ska gifta sig med greve Carl Anckarberg. Vid ett besök på ett konditori innan hon reser till hans gods får hon höra rykten om grevens förra fästmö. Hon ska ha dött i en olycka då hon ramlade ner från en klippa, men skvallret antyder att det kanske inte var en olycka. Väl på godset presenteras Margareta för personalen och andra personer på Hellesta. Snart börjar otäcka saker att hända.

## Om filmen
Filmen är inspelad på godset Danbyholm utanför Katrineholm. Filmen hade premiär på biografen Grand i Stockholm den 24 november 1956. Filmen har även visats i SVT och TV4, senast den 21 augusti 2018 på SVT.
Vid premiären ansåg Alf Montán i Expressen att filmen var en lyckad herrgårdsdeckare och berömde Anita Björk i huvudrollen. I Stockholms-Tidningen ansåg Robin Hood att själva handlingen inte var så spännande men gav beröm åt skådespelarna, framförallt Anita Björk och Sif Ruud.

## Rollista
- Anita Björk – Margareta Snellman
- Birger Malmsten – greve Carl Anckarberg, arkeolog
- Doris Svedlund – Eva Anckarberg, Carls syster
- Isa Quensel – Emmy Anckarberg, Carls mor
- Olof Sandborg – Gustafsson, trädgårdsmästare
- Brita Öberg – Annie Gustafsson, hushållerska
- Dora Söderberg – Agnes, Carls moster
- Sif Ruud – Ulla Forsberg, Margaretas kompanjon
- Liane Linden – Louise Holmqvist
- Birgitta Andersson – Sonja Elbegård, växeltelefonist
- Bengt Eklund – Valter Holmqvist, Louises man, ägare till Ås säteri
- Erik Berglund – major Claes Bång

Mindre ej krediterade roller i urval
- Björn Berglund – Oskar Johanson
- Wiktor "Kulörten" Andersson – Jonsson, kyrkvaktmästare
- Sten Lindgren – landshövding Wahlberg
- Birger Åsander – dräng på Hellesta

## DVD
Filmen gavs ut på DVD 2009.